# Station Peyrilhac - Saint-Jouvent
Station Peyrilhac - Saint-Jouvent is een spoorweghalte in de Franse gemeente Peyrilhac.